# Auguste Picollet
Auguste Picollet, né le 31 mars 1946 à Épierre (Savoie), est un homme politique français.

## Biographie
Auguste Picollet est élu conseiller général de la Savoie en mars 1982 sur le Canton d'Aime. Il est réélu en 1988, 1994, 2001 et 2008. 
Il est élu maire de Mâcot-la-Plagne de mars 2001 à mars 2008.
Suppléant de Hervé Gaymard lors des élections législatives de 1993 il devient député de la 2e circonscription de la Savoie lorsque ce dernier est nommé au gouvernement Juppé. Auguste Picollet siège de août 1995 à avril 1997. 
Il est élu maire de Mâcot-la-Plagne de mars 2001 à mars 2008.
Il retrouve son siège de député très brièvement en juin 2002 alors que Hervé Gaymard est de nouveau nommé ministre. Lors des élections législatives de la même année, il n'est plus le suppléant de ce dernier et c'est alors Vincent Rolland qui siège à l'Assemblée nationale. 
Lors des élections départementales de 2015, son canton est fusionné avec celui de Bourg-Saint-Maurice. Il se présente alors dans ce nouveau canton élargi et est élu au second tour avec 77,33% des suffrages exprimés en binôme avec Cécile-Utile Grand, conseillère municipale de Bourg-Saint-Maurice, nouveau chef-lieu du canton. Il est reconduit dans ses fonctions de vice-président du conseil départemental de la Savoie.
Il démissionne le 31 mai 2023 de son mandat de conseiller départemental.

## Mandats
- Député de la 2e circonscription de la Savoie (août 1995 - avril 1997 et juin 2002).
- Vice-président du conseil départemental de la Savoie (avril 2015-mai 2023).
- Conseiller départemental du canton de Bourg-Saint-Maurice (avril 2015-mai 2023).
- Vice-président du conseil général de la Savoie (?-2015).
- Conseiller général du canton d'Aime (1982-2015)
- Maire de Mâcot-la-Plagne (mars 2001 - mars 2008)